# جون مارغستون
السير جون ويليام دينيس مارغستون (بالإنجليزية: John Margetson)‏ (9 أكتوبر 1927 - 19 أكتوبر 2020)، هو دبلوماسي بريطاني عمل سفيرا ممثلا لبلده في الفيتنام، والأمم المتحدة، وهولندا.

## روابط خارجية
- مقابلة مع السير جون مارغيتسون ، برنامج التاريخ الشفوي الدبلوماسي البريطاني ، كلية تشرشل ، كامبريدج.